# Wolfgang Schüssel

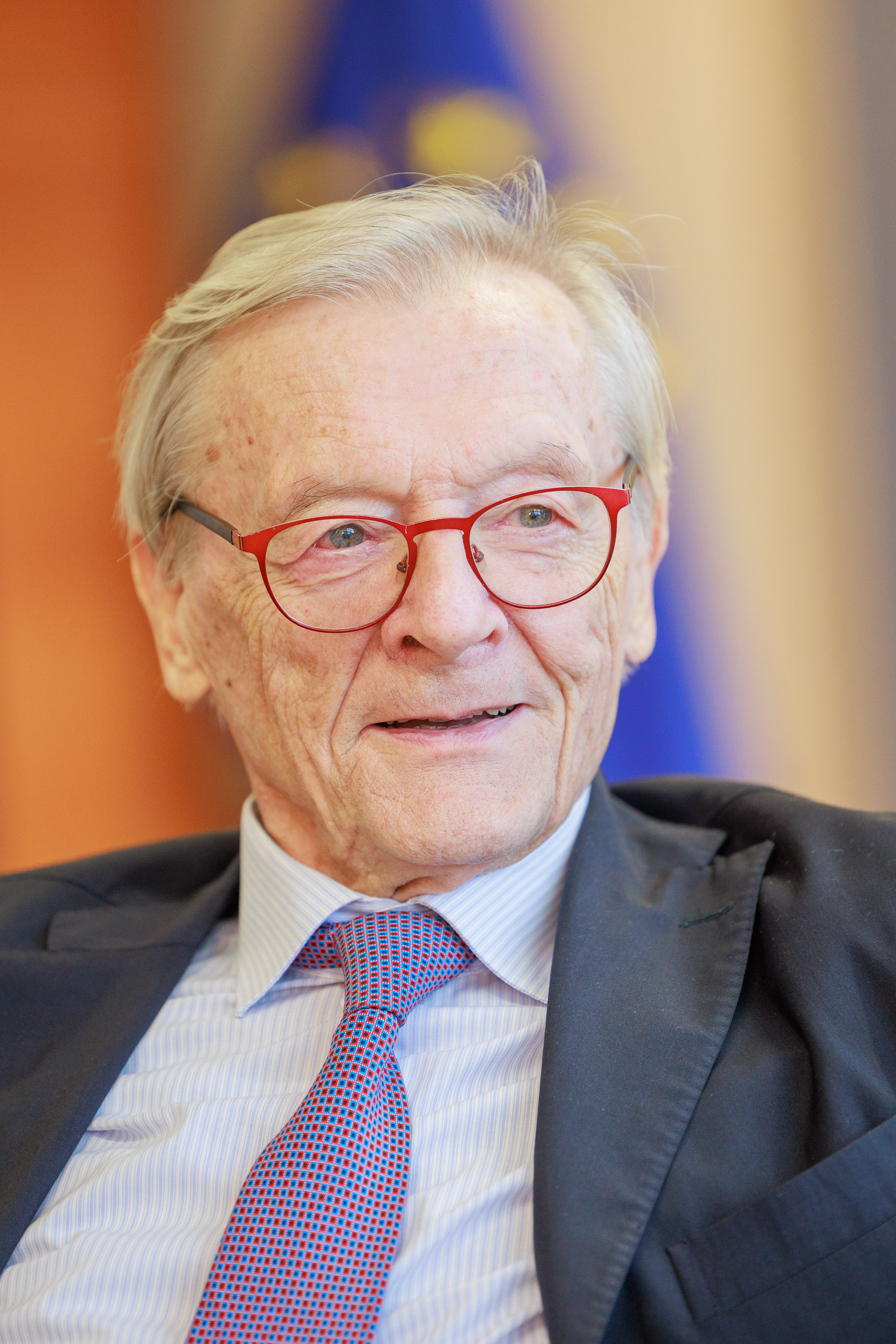
Wolfgang Schüssel (2024)

Wolfgang Schüssel (* 7. Juni 1945 in Wien) ist ein ehemaliger österreichischer Politiker (ÖVP). Er gehörte ab dem 24. April 1989 der österreichischen Bundesregierung an (Kabinette Vranitzky II, III, IV, V und Klima). Schüssel war vom 4. Februar 2000 bis zum 11. Jänner 2007 österreichischer Bundeskanzler und als solcher im ersten Halbjahr 2006 Vorsitzender des Europäischen Rates. Er war von 1995 bis 2007 Bundesparteiobmann der ÖVP.
Von 30. Oktober 2006 bis 8. September 2011 war er wieder Abgeordneter zum Nationalrat und von 2006 bis 2008 Klubobmann des Parlamentsklubs der ÖVP, den er bereits von 1999 bis 2000 sowie von 2002 bis 2003 kurzfristig angeführt hatte.

## Politische Karriere

### Beginn der Karriere ab 1968
Unmittelbar nachdem Wolfgang Schüssel 1968 das Studium der Rechtswissenschaft an der Universität Wien  mit dem Erwerb des Doktorgrades abgeschlossen hatte, begann seine berufliche und politische Laufbahn in der ÖVP. Von 1968 bis 1975 war er Sekretär des Parlamentsklubs der Partei, von 1975 bis 1991 Generalsekretär des Österreichischen Wirtschaftsbundes, von 1979 bis 1989 Abgeordneter zum Nationalrat und von 1987 bis 1989 auch Klubobmann-Stellvertreter. In dieser Zeit war er an den Koalitionsverhandlungen zwischen ÖVP und SPÖ (SPÖ) zur Weiterführung der großen Koalition nach der Nationalratswahl 1986 und an Österreichs Beitrittsverhandlungen zum EWR und mit der Europäischen Union beteiligt.

### Tätigkeit in der Bundesregierung ab 1989
Schüssel wurde am 24. April 1989 als Nachfolger von Robert Graf (ÖVP) Bundesminister für Wirtschaftliche Angelegenheiten unter Bundeskanzler Franz Vranitzky (SPÖ, siehe Bundesregierung Vranitzky II). Am 22. April 1995 löste er Erhard Busek als Bundesparteiobmann der ÖVP ab. Von diesem übernahm er auch das Amt des Vizekanzlers; zugleich wechselte er als Bundesminister in das Bundesministerium für auswärtige Angelegenheiten, wo er Alois Mock (ÖVP) ablöste. Diese Funktionen übte er auch in den Regierungen Vranitzky IV (SPÖ-ÖVP-Koalition, 1994 bis 1996), Vranitzky V (SPÖ-ÖVP-Koalition, 1996 bis 1997) und Klima (SPÖ-ÖVP-Koalition, 1997 bis 2000) aus.
Gerfried Sperl vermerkte zu dem nach Schüssels Parteiobmannschaft deutlich schärfer werdenden Koalitionsklima, Bundespräsident Thomas Klestil habe Schüssel 1995 zweimal den fliegenden Koalitionswechsel zur FPÖ verweigert.

Im Sommer 1997 wurde die sogenannte „Frühstücksaffäre“ Schüssels politischer Karriere gefährlich. Während einer informellen Frühstücksrunde mit österreichischen Journalisten am Rande des EU-Gipfels in Amsterdam habe der damalige Außenminister gemäß den Aussagen mehrerer Anwesender den deutschen Bundesbankpräsidenten Hans Tietmeyer als „richtige Sau“ bezeichnet (weil dieser den deutschen Finanzminister Theo Waigel hintergangen habe) und den dänischen Ministerpräsidenten und Außenminister als „Trottel“. Um den Schaden seiner Äußerungen zu minimieren, reiste Schüssel unverzüglich nach Frankfurt, wo er in einem Vier-Augen-Gespräch mit Tietmeyer die Wogen glättete. Schüssel bestritt die Äußerungen öffentlich, die von mehreren Zeugen teilweise in eidesstattlichen Erklärungen bestätigt wurden. Der Chefredakteur der Salzburger Nachrichten, Ronald Barazon, schrieb einen Leitartikel mit dem Einleitungssatz „Wolfgang Schüssel lügt.“ Im Nationalrat sagte Schüssel zu den Vorwürfen: „Die ganze Geschichte ist von Österreichern erdacht, ins Ausland weitergespielt und lanciert worden.“
Nach der Nationalratswahl 1999 war Schüssel bis zur Angelobung der neuen Regierung im Jahr 2000 kurzfristig Klubobmann der ÖVP im Nationalrat.

### Bundeskanzler von 2000 bis 2007
Schüssel hatte vor der Nationalratswahl am 3. Oktober 1999 angekündigt, in Opposition zu gehen, falls die ÖVP auf den dritten Rang der Wählergunst falle. Tatsächlich fiel die ÖVP mit 26,9 % der gültigen Stimmen auf den dritten Platz hinter SPÖ und FPÖ (die um 415 Stimmen mehr als die ÖVP erhielt) zurück. Nach der Wahl kam es dennoch zu von der SPÖ unter der Führung Viktor Klimas angestrengten Koalitionsgesprächen. Diese Gespräche scheiterten im Dezember 1999 und in der Folge einigten sich Schüssel und Jörg Haider auf eine ÖVP-FPÖ-Koalition. Schüssel wurde am 4. Februar 2000 österreichischer Bundeskanzler (Kabinett Schüssel I). Die Regierungsbeteiligung der rechtspopulistischen FPÖ hatte inländische (z. B. „Donnerstagsdemonstrationen“) und auch internationale Proteste zur Folge. Die Regierungen der übrigen 14 EU-Mitgliedstaaten beschlossen, die offiziellen Kontakte zur österreichischen Regierung auf ein Mindestmaß zu reduzieren. Von Seiten Schüssels und der Koalition, in der Folge auch Teilen der Presse, wurden diese Maßnahmen als „Sanktionen gegen Österreich“ bezeichnet und massiv kritisiert. Die 14 EU-Regierungen hoben sie im September 2000 nach Vorliegen des „Weisenberichts“ auf.
Interne Differenzen beim Koalitionspartner FPÖ führten zur Knittelfelder FPÖ-Versammlung am 7. September 2002 und hatten schließlich den Rücktritt von Vizekanzlerin Susanne Riess-Passer, Finanzminister Karl-Heinz Grasser und Peter Westenthaler (damals alle drei FPÖ-Mitglieder) zur Folge. Die Koalitionsregierung zerbrach und bei der vorgezogenen Nationalratswahl am 24. November 2002 erreichte die ÖVP unter Führung Schüssels einen Rekordgewinn (+ 15,4 %) und einen Stimmanteil von 42,3 %. Erstmals seit der Wahl im Jahr 1966 war die ÖVP damit wieder stimmenstärkste Partei. Für den Zeitraum der Regierungsbildung wählte der ÖVP-Parlamentsklub Schüssel am 18. Dezember 2002 wieder zum Klubobmann. Nachdem die folgenden Koalitionsverhandlungen mit SPÖ und Grünen erfolglos geblieben waren, erneuerte Schüssel die Koalition mit der stark geschwächten FPÖ (Bundesregierung Schüssel II). Im April 2005 spaltete sich die Führungsspitze der FPÖ unter Führung von Jörg Haider inkl. ihrer Regierungsmitglieder und des Großteils des freiheitlichen Parlamentsklubs von der Freiheitlichen Partei ab und gründete das Bündnis Zukunft Österreich (BZÖ). ÖVP und BZÖ, die im Nationalrat über eine knappe absolute Mehrheit verfügten, führten die Koalition fort. Schüssel blieb bis zum Ende der Legislaturperiode Bundeskanzler.

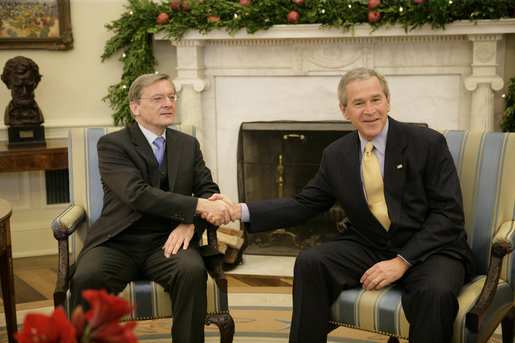
Wolfgang Schüssel mit George W. Bush (Dezember 2005)

Gemäß dem Rotationsprinzip, das die Besetzung der EU-Ratspräsidentschaft regelt, folgte Schüssel am 1. Jänner 2006 Tony Blair als Ratspräsident der Europäischen Union nach; am 1. Juli 2006 übernahm Tarja Halonen, die Präsidentin Finnlands, das Amt. Am 20. und 21. Juni 2006 kam es zu einem Treffen der EU-Ratspräsidentschaft mit US-Präsident George W. Bush in Wien.
Nach dem plötzlichen Tod der Innenministerin Liese Prokop am 31. Dezember 2006 übernahm Schüssel ab 1. Jänner 2007 (Angelobung: 2. Jänner 2007) vorübergehend, bis zur Angelobung einer neuen Bundesregierung, auch das Bundesministerium für Inneres.

### Seit den Wahlen 2006
Mit der Nationalratswahl am 1. Oktober 2006 fiel die ÖVP wieder hinter die SPÖ zurück. In der Folge wurde SPÖ-Vorsitzender Alfred Gusenbauer mit der Bildung einer neuen Regierung beauftragt. Schüssel führte in den Koalitionsgesprächen mit der SPÖ das Verhandlungsteam der ÖVP an. Am 9. Jänner 2007 wurde bekannt, dass Schüssel als ÖVP-Obmann zurücktreten und nicht als Minister im Kabinett Gusenbauer zur Verfügung stehen werde. Die neue Regierung wurde am 11. Jänner angelobt; Schüssel übergab in seinem ehemaligen Büro im Bundeskanzleramt am Ballhausplatz die Amtsgeschäfte an seinen Nachfolger. Als neuer ÖVP-Obmann war schon zuvor Wilhelm Molterer designiert worden, der in der neuen Regierung das Amt des Vizekanzlers und Finanzministers bekleidete. Schüssel übernahm von Molterer die Führung des ÖVP-Parlamentsklubs, die er nach der Nationalratswahl 2008 zurücklegte.
Schüssel, der auch für ein Amt in der EU-Kommission im Gespräch war, gehörte von 2007 bis 2016 dem Kuratorium der gemeinnützigen Bertelsmann Stiftung an und ist seither ständiger Gast des Gremiums. Ferner ist er seit Dezember 2008 Präsident der Österreichischen Gesellschaft für Außenpolitik und die Vereinten Nationen (ÖGAVN), seit 1. März 2010 Aufsichtsratsmitglied des deutschen Energiekonzerns RWE und sitzt im European Advisory Board von Investcorps. 2013 gründete er gemeinsam mit dem deutschen Unternehmer Jürgen Großmann den gemeinnützigen Verein United Europe. Seit 10. Oktober 2015 ist er Vorsitzender des Kuratoriums der Konrad-Adenauer-Stiftung (KAS). Von 2018 bis 2019 war er Aufsichtsrat des russischen Mobilfunkanbieters MTS. Im März 2019 wurde er für das Board of Directors des russischen Mineralölkonzerns Lukoil nominiert. Nach zahlreichen kritischen Stimmen über einen möglichen Interessenskonflikt durch den Russischer Überfall auf die Ukraine legte Schüssel am 4. März 2022 das Mandat nieder.
Anfang September 2011 legte Schüssel aufgrund der Telekom-Affäre sein Nationalratsmandat zurück.
Schüssel war Mitglied des 2019 eingesetzten Weisenrates der Europäischen Volkspartei (EVP) zur Prüfung des Umganges mit der ungarischen Fidesz von Premier Viktor Orbán.

## Politisches Wirken
Schüssel gelang es, die vor seiner Obmannschaft zerstrittene ÖVP zu einen und als erster Obmann dieser Partei seit Josef Klaus (1964–1970) Bundeskanzler zu werden. Obwohl er wie sein Vorgänger Erhard Busek ursprünglich dem liberalen ÖVP-Flügel zugerechnet wurde, sammelte er rasch auch den konservativeren Teil seiner Partei hinter sich. Seit den Anfängen seiner politischen Tätigkeit setzte er sich für Budgetdisziplin und Reformen im öffentlichen Dienst und Privatisierungen der verstaatlichten Industrie ein (Slogan: „Mehr privat – weniger Staat“). Seine Zurückhaltung bei der Kommentierung von Aussagen von Vertretern des Koalitionspartners FPÖ brachte ihm den Beinamen „Schweigekanzler“ ein. Von ihm selbst wurde dagegen das Bild eines „Wendekanzlers“ propagiert, der notwendige Reformen, die die Konsenspolitik der vorangegangenen großen Koalitionen mit der SPÖ verabsäumt hätte, umgesetzt habe. Die Koalition mit der rechtspopulistischen FPÖ unter deren Führungsperson Jörg Haider, die ihm zum Kanzlerposten verholfen hatte, sorgte nicht nur für europaweite Empörung und Kritik, sondern auch für innerstaatlichen Unmut und jahrelange Demonstrationen.
Unter der Kanzlerschaft Schüssels wurde eine umfassende Pensionsreform (als „Pensionssicherungsreform“ beworben) unter der Zielsetzung einer langfristigen Finanzierbarkeit der Pensionssysteme, u. a. durch den Aufbau einer zweiten und dritten Pensionsebene („Abfertigung neu“, staatlich geförderte „Zukunftsvorsorge“), umgesetzt. Kurz nach der Pensionsreform folgte eine teilweise Pensionsharmonisierung mit dem Ziel, die unterschiedlichen Pensionssysteme in Österreich zu vereinheitlichen. Weiters wurden, mit unterschiedlichem Erfolg, eine Verwaltungsreform zur Reduzierung der Beamtendienststellen, die Konsolidierung der Staatsfinanzen mit einer Senkung des Budgetdefizits, umfassende Privatisierungen staatlicher Unternehmen (siehe Österreichische Industrieholding, ÖIAG), eine Stimulierung des Kapitalmarkts und eine Steuerreform durchgeführt. Die 2005 durchgeführte Steuerreform beinhaltete eine Senkung der Körperschaftssteuer (KöSt) von 34 % auf 25 %, die Einführung der Gruppenbesteuerung für Konzerne, sowie die Streichung der untersten Lohnsteuerstufe.
Ebenfalls während der Kanzlerschaft Schüssels wurden 2001 Studiengebühren eingeführt, sowie ab Mai 2005 die Einführung der elektronischen Patientenkarte („e-card“) abgeschlossen, die den Versicherungsnachweis auf Papier ersetzte. Für Erstbehandlungen in Krankenhausambulanzen wurde im Jahr 2000 eine Ambulanzgebühr eingeführt. Damit wollte man erreichen, dass Patienten mit geringfügigeren Verletzungen/Krankheiten vermehrt die billigeren niedergelassenen Ärzte aufsuchen sollten, anstatt die teureren Krankenhausambulanzen. Die Ambulanzgebühr hatte jedoch nur wenige Monate Bestand, da sie vom Verfassungsgerichtshof auf Grund zahlreicher Ausnahmeregelungen als verfassungswidrig erkannt wurde. Im Verkehrswesen wurde per 1. Jänner 2004 die Gebührenpflicht für LKW (KfZ über 3,5 t) auf Autobahnen und Schnellstraßen eingeführt und ergänzte somit die bereits seit 1997 bestehende Gebührenpflicht für PKW (Vignette). Für tiefgreifende Änderungen im österreichischen Asyl- und Fremdenrecht sorgte das 2005 beschlossene und am 1. Jänner 2006 in Kraft getretene Fremdenrechtspaket. Das Paket wurde neben den beiden Regierungsparteien auch von der SPÖ und der FPÖ mitbeschlossen und führte zu drastischen Verschärfungen im Asyl- und Fremdenrechtswesen. Parteiübergreifend begrüßt wurden die beginnenden Restitutionszahlungen an Opfer des Nationalsozialismus.
Kritik erregte, dass im Laufe seiner Kanzlerschaft die Steuer- und Abgabenquote (mit dem Spitzenwert 45,5 % im Konjunkturtief des Jahres 2001) als auch die Arbeitslosigkeit (Jahresschnitt 2005: 252.655; Anstieg 2000–2005 um +30,0 %, bei Jugendlichen bis 25 Jahre um +48,75 %) ihren Höchststand während der Zweiten Republik erreichten. Bis zum Jahr 2006 erfolgte eine Senkung der Steuer- und Abgabenquote auf ca. 40,7 % und Anfang 2006 ein Rückgang der Arbeitslosenquote, der zu einem großen Teil durch neue Schulungen bewirkt wurde. Zu den gescheiterten Vorhaben der Regierung zählen Kritiker das als Ziel der Budgetpolitik in Aussicht gestellte „Nulldefizit“, das nur 2001 erreicht wurde. Die Staatsverschuldung in % des BIP konnte von 65,5 % (2000) auf 61,8 % (2006) reduziert werden, was dem niedrigsten Wert seit 1993 entspricht. Ein weiteres Ziel Schüssels war die Anhebung der Forschungsquote (Anteil der Forschungsausgaben am BIP) auf 3 %; er verfehlte dieses Ziel mit 2,5 % (2006), was jedoch deutlich höher war als zuletzt unter der Großen Koalition mit 1,9 % (2000) und die bis dahin höchste Forschungsquote der zweiten Republik. Als weitere Maßnahme zur Stärkung des Forschungsstandorts Österreich wurde im März 2006 die Gründung des I.S.T Austria in Maria Gugging beschlossen, wo Grundlagenforschung auf Spitzenniveau betrieben werden soll. Nach dem schlechten Abschneiden Österreichs in der internationalen PISA-Studie 2003 und der OECD-Vergleichsstudie 2005 geriet insbesondere die Bildungs- und Universitätspolitik in die Kritik. Diese zählte neben dem Ankauf von Abfangjägern des Typs „Eurofighter“ zu den Hauptangriffspunkten der Opposition.
Seit dem Jahr 2000 hat sich die politische Landschaft Österreichs grundlegend geändert. Die ÖVP gewann nach ihrem schlechtesten Ergebnis bei der Wahl 1999 wieder an Stärke, die SPÖ fand sich in der ungewohnten Rolle als Oppositionspartei wieder. Unter Schüssels Kanzlerschaft musste die auch international umstrittene FPÖ, die nach der Nationalratswahl 1999 zweitstärkste Kraft hinter der SPÖ war, hohe Verluste hinnehmen, was von Vertretern der ÖVP als sein Verdienst betrachtet wird. Die ÖVP-FPÖ-Koalition führte zu einer neuen Machtverteilung im politischen System Österreichs. Vor der Regierung Schüssel I war Österreich durch das Proporzsystem von SPÖ und ÖVP dominiert, auch spielten Gewerkschaft und Unternehmervertreter im Rahmen der Sozialpartnerschaft eine wesentlichere Rolle in der politischen Willensbildung, als es unter der Kanzlerschaft Schüssels der Fall war. Kritiker sahen darin vor allem einen Ausdruck neuer Machtaufteilungen und Postenschachers zwischen ÖVP und FPÖ/BZÖ sowie einer gezielten Abwendung von sozialdemokratisch dominierten Organisationen wie dem Gewerkschaftsbund und eine Hinwendung zu der ÖVP näher stehenden wie Wirtschaftskammer und Industriellenvereinigung.
Von 2008 bis zu seinem Rücktritt im September 2011 bezog Schüssel, der die Frühpension stets kritisiert hatte, trotz seiner Abgeordnetentätigkeit Frühpension. Kritisiert wurde seine Vorgangsweise unter anderem in den Oberösterreichischen Nachrichten, da sein Pensionsanspruch (rund 11.000 Euro) deutlich höher war als sein Abgeordnetengehalt (etwas über 8.000 Euro).
Nachhaltig beeinträchtigt wurde die Sicht seiner Regierungszeit im Laufe des Jahres 2011, als die Ermittlungen in der BUWOG-Affäre für Schlagzeilen sorgten, die Telekom-Affäre publik wurde und die Ermittlungen in der Eurofighter-Affäre aufgrund des Drucks der Öffentlichkeit wieder aufgenommen werden mussten. Auch wurden mutmaßliche Unregelmäßigkeiten in den ÖBB, ein Novomatic begünstigender Entwurf für eine Neufassung des Glücksspielgesetzes und die Vergabe von Staatsbürgerschaften an russische Investoren nach Intervention Jörg Haiders zum Thema der öffentlichen Diskussion über Korruption während der Ära Schüssel.
Hierbei wurde dem ehemaligen Bundeskanzler nicht persönliche Bereicherung vorgeworfen, sondern Fehlentscheidungen in der Wahl seiner Minister und mangelnde Kontrolle. Letztlich führte auch die Kulmination der ungewöhnlich hohen Anzahl an Skandalen in seiner Amtszeit – und nicht allein die Telekom-Affäre – zum Rücktritt Schüssels von seinem letzten politischen Amt.

## Ehrungen
- 1995: Großkreuz des Ordens Isabellas der Katholischen
- 1996: Ehrenbürger von Tirana
- 1996: Großkreuz des Päpstlichen Ritterordens des heiligen Gregors des Großen[23]
- 2001: Großkreuz mit Brillanten des Fürstlich Liechtensteinischen Verdienstordens
- 2001: Europäischer Karlspreis der Sudetendeutschen Landsmannschaft
- 2004: Großkreuz des Sterns von Rumänien
- 2005: Goldenes Komturkreuz mit dem Stern des Ehrenzeichens des Landes Niederösterreich
- 2006: Großkreuz des Verdienstordens der Republik Polen[24]
- 2006: Großkreuz des Verdienstordens der Republik Ungarn[25]
- 2007: Verdienstmedaille des Landes Baden-Württemberg
- 2007: Bayerischer Verdienstorden
- 2013: Großer Verdienstorden des Landes Südtirol
- Großkreuz des Ehrenordens
- Großkreuz des jordanischen hohen Ordens der Wiedergeburt und des Fortschrittes

## Familie, Privates und Trivia

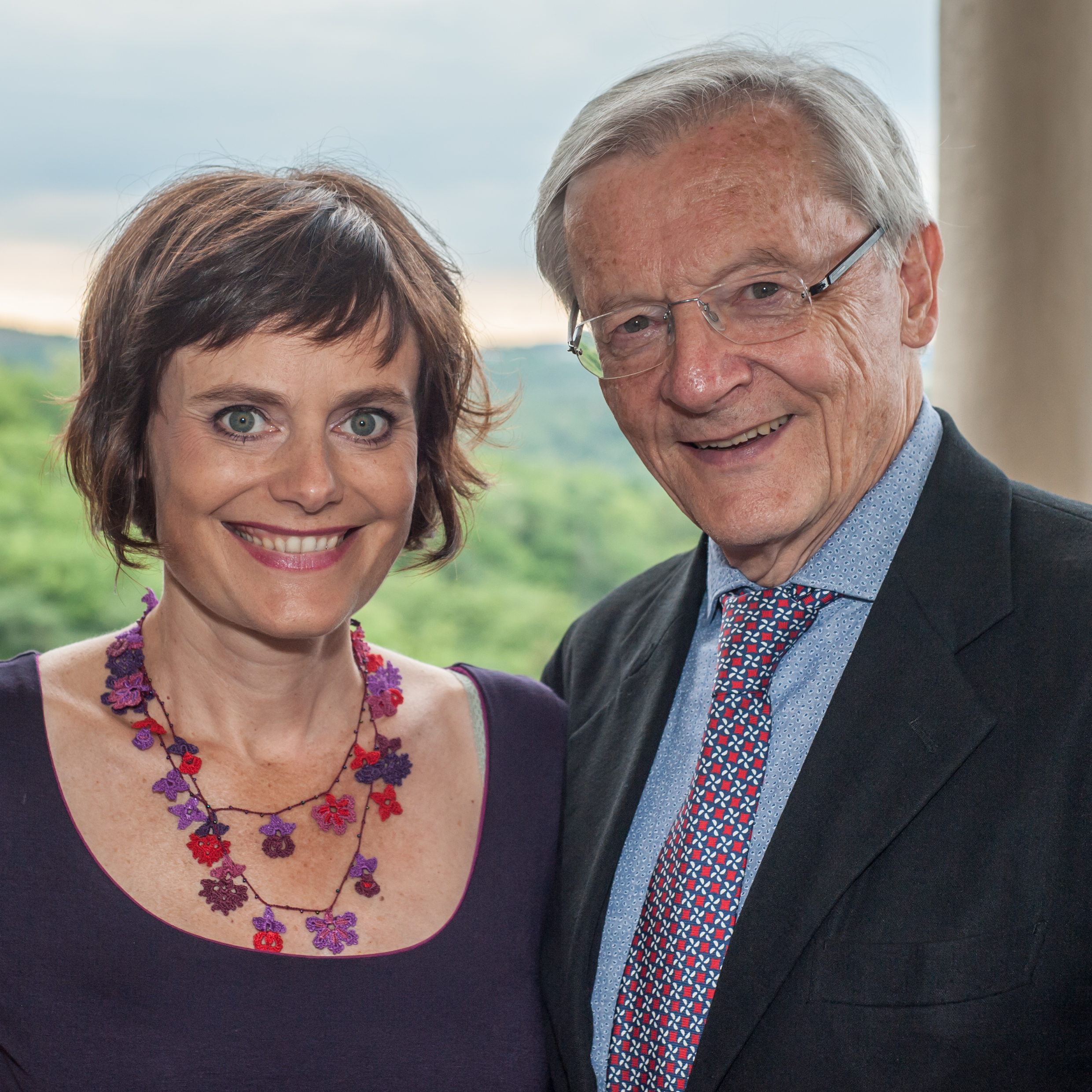
Wolfgang Schüssel und Nina Blum 2016

Wolfgang Schüssels Vater Ludwig war Journalist, seine Mutter Helene Handarbeitslehrerin. Er besuchte das Wiener Schottengymnasium. Schüssel ist mit der Psychotherapeutin Krista Schüssel verheiratet und hat zwei Kinder. Seine Tochter Nina ist Schauspielerin und arbeitete 2003 als Kommunikationstrainerin im Kanzleramt, obwohl ihr Team nach der Ausschreibung nicht erstgereiht war, was kritische Medienberichte und eine parlamentarische Anfrage der SPÖ zur Folge hatte.
Wolfgang Schüssels Markenzeichen war lange Zeit ein Mascherl, das er statt einer Krawatte trug. Im Zuge der Wahlkampfplanung 1995 tauschte er das Mascherl gegen die Krawatte ein, um einen Imagewandel einzuleiten.
Wolfgang Schüssel spielt Klavier, Akkordeon, Gitarre und Cello; weitere Hobbys sind Bergwandern, Fußballspielen und Zeichnen (z. B. Karikaturen).
Nach dem Studium wurde Wolfgang Schüssel zuerst als Sekretär des ÖVP-Parlamentsklubs und anschließend als Generalsekretär des Österreichischen Wirtschaftsbundes aus „öffentlichem Interesse“ vom Wehrdienst freigestellt.

## Publikationen
- Mehr privat – weniger Staat. Anregungen zur Begrenzung öffentlicher Aufgaben (mit Johannes Hawlik), Signum, Wien 1983, ISBN 3-85436-013-4.
- Schattenwirtschaft in Österreich. Ein ökonomisches Sittenbild (mit Ernst Hofbauer), Österreichischer Wirtschaftsverlag, Wien 1984, ISBN 3-85212-030-6.
- Staat lass nach. Vorschläge zur Begrenzung und Privatisierung öffentlicher Aufgaben (mit Johannes Hawlik), Herold, München-Wien 1985, ISBN 3-7008-0298-6.
- Neue Dimensionen der Marktwirtschaft, Verband Österreichischer Banken und Bankiers, Wien 1989.
- Im Namen der Zukunft. Politische Orientierungen für Österreich im 21. Jahrhundert, Ibera, Wien 1999, ISBN 3-900436-79-7.
- Bergwärts. 50 Tourenepisoden, aufgezeichnet von Albert Steidl mit einem Vorwort von Peter Habeler, Styria, Graz-Wien-Köln 2002, ISBN 3-222-12974-6.
- „Die Realität hat die kühnsten Träume überholt“. 5. Petersberger Europa-Rede 2007. Rede aus Anlass des Jahrestages des Petersberg-Abkommen vom 22. November 1949 am 20. November 2007, Sankt Augustin, Berlin 2008, ISBN 978-3-940955-34-0.
- Offengelegt, aufgezeichnet von Alexander Purger, Ecowin, Salzburg 2009, ISBN 978-3-902404-76-3.
- Das Jahrhundert wird heller.[30] Begegnungen & Betrachtungen, Amalthea, Wien 2015, ISBN 978-3-99050-017-0.[31]
- Was. Mut. Macht. Bemerkungen und Bemerkenswertes, Ecowin, Elsbethen 2020, ISBN 978-3-7110-0270-9.
- Mit Zuversicht: Was wir von gestern für morgen lernen können, ecoWing, Elsbethen 2025, ISBN 978-3-7110-0343-0.